# Anefang
Anefang ist das rechtsförmliche Anfassen einer abhanden gekommenen und wieder gefundenen beweglichen Sache (Fahrnis) unter der Behauptung des besseren Rechts daran, als der aktuelle Besitzer haben soll. Durch das Anfassen wurde förmlich die Klage gegen den Besitzer der Sache erhoben (Anefangklage). Dieser musste sich im nun folgenden Verfahren verteidigen.
Bis ins 19. Jahrhundert wurde dieses Rechtsinstitut in der rechtswissenschaftlichen Lehre von namhaften Rechtsgelehrten (z. B. Otto von Gierke, Heinrich Brunner u. a.) gut aufgearbeitet und dokumentiert, heute ist es fast ganz vergessen.

## Namensherkunft
Anefang (ahdt.: anafanc, anafanjan, furifangon, altbay.: hantalōd, anglsäch.: anefanc, befōn, aetfōn, aetbefōn, forefong, lat. Intertiatio, niederld.: aenfang, anefang, obdt.: furfang, verfang) bedeutet im germanischen und mittelalterlichen Recht das Anfassen unter Beobachtung bestimmter Förmlichkeiten, um eine bewegliche Sache rechtsgültig an sich nehmen zu dürfen. Dies musste ursprünglich in genau vorgeschriebener Weise erfolgen, z. B. musste bei Vieh (Pferd) mit der linken Hand das rechte Ohr des Tieres ergriffen und mit dem rechten Fuß auf das Vorderbein des Tieres getreten werden. Die rechte (u. U. bewaffnete) Hand blieb zum Schwur frei.
Unter Anefang wird auch der Begriff „Anfang“ verstanden.

## Anefangklage

### Grundsätzliches
Die Anefangklage sollte frühere Formen der Selbsthilfe zurückdrängen und durch ein rechtförmliches Verfahren vor einem Gericht ersetzen.
Durch die Anefangklage wurde grundsätzlich kein Diebstahlsvorwurf (Diebstahlsklage) gegenüber dem aktuellen Besitzer der beweglichen Sache erhoben, sondern das bessere Recht daran behauptet. Ein Recht, welches durch den unfreiwilligen Verlust der Gewere zuvor verloren gegangen sei. Die Anefangklage war auch keine Eigentumsklage, da die Anefangklage auch demjenigen zustand, der die Sache mit Willen des wirklichen Eigentümers rechtmäßig im Besitz hat (Vertrauensmann, der die Sache zur getreuen Hand zur Leihe, als Pfand, zur Verwahrung etc. hatte). Wurde die Sache daher dem Vertrauensmann entzogen, konnte der wirkliche Eigentümer selbst die Anefangklage nicht erheben, sondern nur der Vertrauensmann (in Skandinavien war dies teilweise etwas anders geregelt).
Der unfreiwillige Verlust kann durch das Verlieren der Sache, einen Diebstahl oder eine sonstige Form des Abhandenkommens verursacht worden sein (strittig). Ausgeschlossen war die Klage, wenn die Sache unterschlagen wurde, diese also zuvor freiwillig aus der Gewere des Eigentümers oder redlichen Besitzers herausgegeben wurde.

### Klageerhebung
Für die Klageerhebung war das außergerichtliche Anfassen der beweglichen Sache ursprünglich zwingend erforderlich. Mit dieser Handlung bezeichnete der Kläger genau diese Sache als eine ihm abhanden gekommene. Eine weitere Ladung war daher nicht erforderlich. Der Anefang war z. B. an Vieh, Sklaven, Waffen, Schmuck gestattet.

### Klagebeantwortung
Der aktuelle Besitzer der Sache musste die Klage in förmlich richtiger Weise beantworten. Tat er dies nicht, so konnte der Kläger die Sache sofort an sich nehmen, als hätte er sie im Rahmen der Spurfolge aufgefunden und der Besitzer galt sodann als überführter Dieb.
Die Erwiderung des Besitzers bestand auch darin, dass er den Dritten (Gewähren, Gewährsmann, Vormann) öffentlich benannte, von dem er die Sache zuvor erhalten hat. Daher wird das Verfahren auch als Dritthandverfahren bezeichnet. War ein benannter Gewährsmann säumig, so wurde er als Dieb angesehen.

### Verfahrensgang
Nach gotischem, fränkischem, oberdeutschem und jüngerem sächsischem Recht musste der aktuelle Besitzer der Sache den Vormann, von dem er die Sache erhalten hat, binnen bestimmter Frist vor Gericht stellen und das sogleich nach geschehenem Anefang rechtsförmlich geloben; nach dem altertümlicheren langobardischen und früheren sächsischen Recht dagegen führte er den Kläger zum Vormann (Gewähren). Manche Rechtsquellen begrenzen die Zahl der zu erscheinenden bzw. benennenden Vormänner auf den dritten, sechsten oder siebten Vormann.
Der Kläger hatte im Verfahren zu beweisen, dass ihm die Sache gestohlen oder anderweitig abhandengekommen war und ihm zuvor gehört hatte. Dies konnte z. B. durch eine Marke oder ein Hauszeichen an der Sache erfolgen (ausgenommen bei noch lebenden Sklaven). Bei bestimmten Sachen, wie z. B. Kleidern, war der Anefang nicht gestattet.
Dem Vormann erwuchs die Verpflichtung, in den Prozess einzutreten.
Die streitige Sache wurde dem jeweiligen Vormann zu getreuer Hand übergeben, „zugeschoben“, er empfing den Schub und dieser trat für den bisherigen Beklagten in das Verfahren ein, indem er rechtsförmlich die Hand an die Sache legte.
Unterlag der Beklagte oder der von ihm benannte Gewährsmann, so musste dieser die Sache herausgeben und eine Buße bezahlen. Unterlag der Kläger, musste er dem Beklagten eine Strafe bezahlen und die Sache blieb beim Beklagten.

### Einreden
Schon die fränkischen Quellen erwähnen die Einrede des Beklagten, er habe die Sache ererbt. In weiterer Folge wurde auch die Einrede des originären Erwerbs gestattet. Dies führte unter Umständen zur Abweisung der Klage, jedoch konnte der Kläger durch Eid und Zeugen vorbringen, dass die Sache ihm zuvor gestohlen worden ist (wenn auch nicht unbedingt vom Beklagten). Berief sich der Beklagte darauf, die Sache vom Kläger selbst erworben zu haben, so musste er dafür den Beweis antreten.

### Ausgestaltung in verschiedenen Rechtsräumen
Die Anefangklage war im südgermanischen Raum als auch in Nordeuropa / Skandinavien bekannt, in Details jedoch unterschiedlich ausgestaltet.

## Fortentwicklung der Anefangklage
Im Hochmittelalter bildet sich die Anefangklage in eine Herausgabeklage bzw. einen Herausgabeanspruch weiter. Teilweise wurde diese eingeschränkt auf bestimmte Übertragungsarten (z. B. auf dem Markt, Seehandel mit engen Präklusionsfristen).

## Abgrenzung zur Diebstahlsklage
Die Diebstahlsklage ist auf Verfolgung des Diebes, die Erlangung der Diebstahlsbuße und Rückübereignung der Sache gerichtet. Die Anefangklage hingegen in erster Linie auf die Rückübereignung der Sache und sekundär, in weiterer Folge, (ursprünglich) die Ermittlung des Diebes durch Haftbarmachung des aktuellen Besitzers gerichtet. Das Ziel beider Klagen ist dasselbe, nur die Mittel verschiedene.